# Pennacchio (architettura)

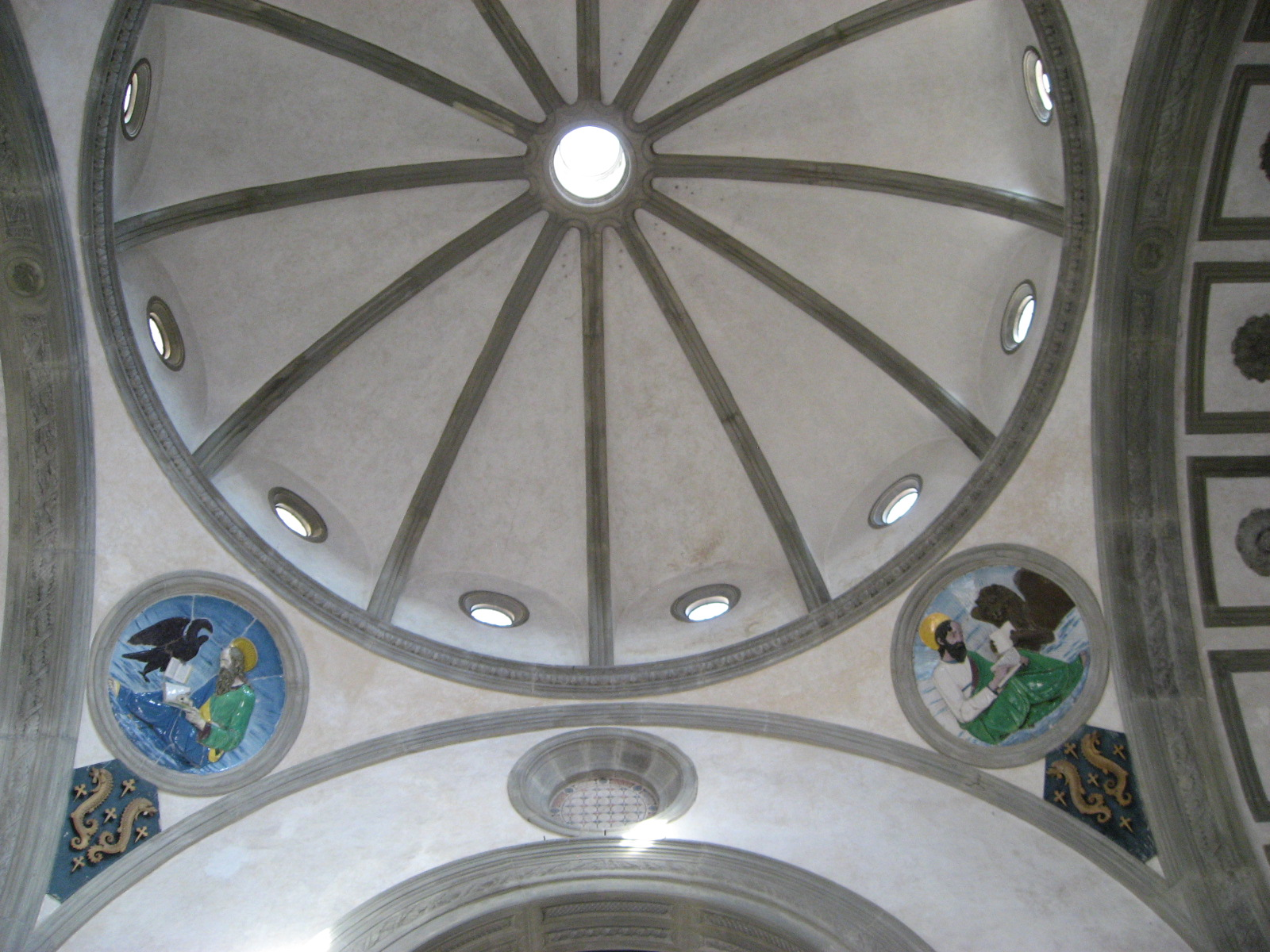
Nella Cappella dei Pazzi a Firenze i pennacchi (sferici) sono decorati con i tondi degli evangelisti e con lo stemma di famiglia

In architettura, un pennacchio o scuffia è un elemento di raccordo fra l'imposta di una cupola (circolare, poligonale o ellittica) e la struttura ad essa sottostante, generalmente costituita da appoggi puntiformi. 

## Caratteristiche
Tale innesto è immediato quando le strutture sottostanti hanno una pianta coincidente con il perimetro di imposta della cupola, come ad esempio nel Pantheon e nei vari battisteri medievali. 
Tuttavia nella maggior parte dei casi la forma più frequente della struttura di base a pianta quadrata o poligonale è indipendente dalla forma stessa della cupola, e sono quindi necessari elementi di raccordo, detti appunto pennacchi.

## Tipologie
Nel caso di cupola a base circolare poggiante su struttura poligonale, il raccordo può essere realizzato mediante smussi e raccordi sommari, tanto più facilmente quanto più sono i lati (decagono, dodecagono) come nel caso della cupola del tempio di Minerva Medica dove il perimetro della sala decagona passa impercettibilmente alla forma circolare.
Quando invece, nel caso più frequente, la base è quadrata o anche ottagonale, costituita da sostegni puntiformi collegati da archi, i pennacchi diventano necessari.

### Pennacchio piano
Il tipo più semplice di pennacchio è il pennacchio piano (dalla forma di un triangolo rettangolo, con l'ipotenusa sezionata secondo la forma della base della cupola (generalmente un arco concavo). È detto raccordo d'angolo siriano ed è posizionato diagonalmente su due piedritti, oppure sorretto da una nicchia interna. Comunque si tratta di una soluzione scarsamente strutturale, adatta per vani di piccole dimensioni.

### Pennacchio sferico

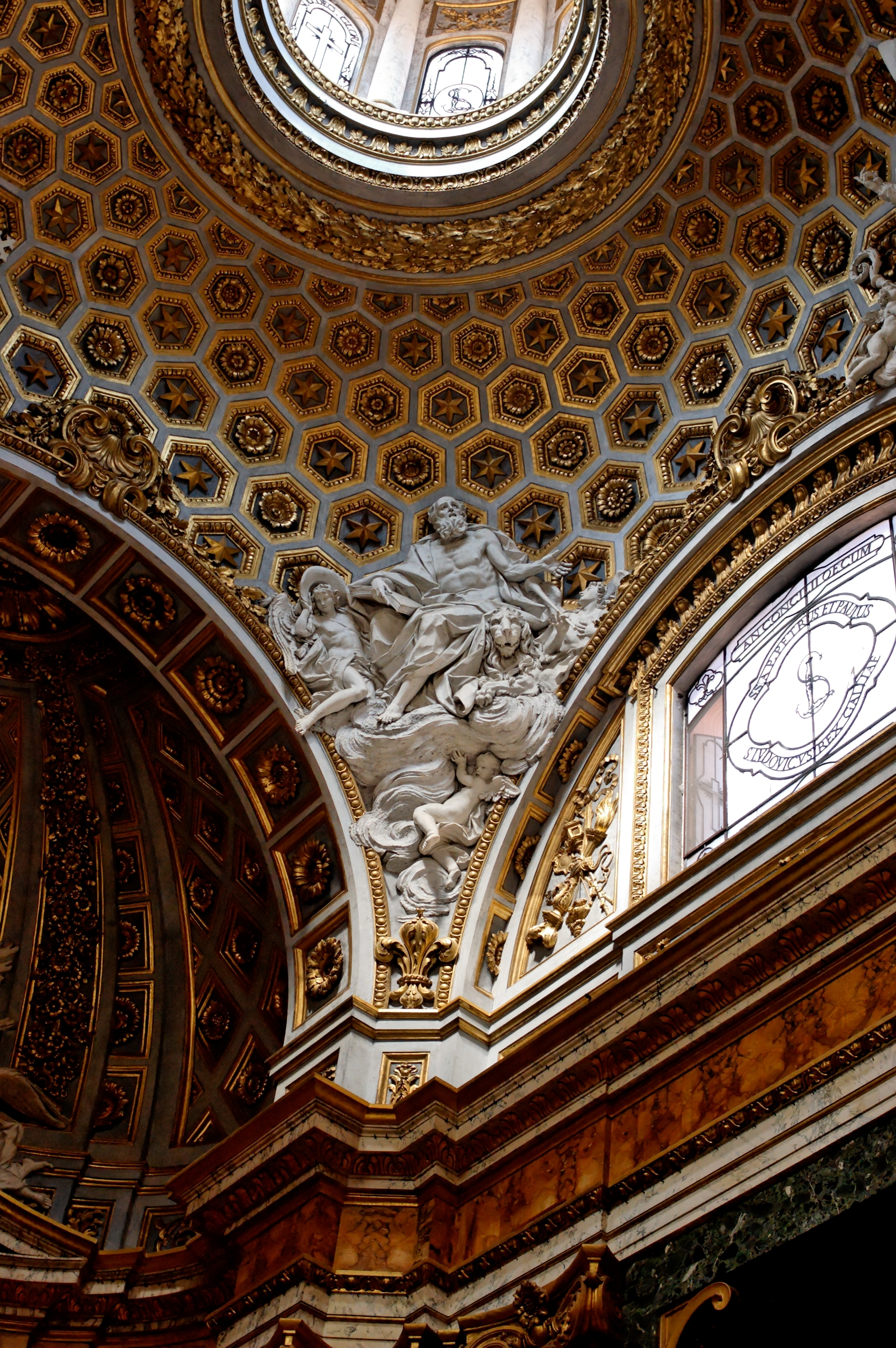
Pennacchio continuo

Il tipo più diffuso è il pennacchio tridimensionale posto tra due archi di sostegno contigui e la cupola. Il pennacchio assume così la forma di una superficie triangolare concava, come una porzione di superficie di una sfera (triangolo sferico), avente il vertice inferiore coincidente con uno degli spigoli del quadrato o poligono di base,
Infatti pennacchi sferici vengono solitamente usati per raccordare una volta a cupola circolare con delle strutture a base quadrangolare. 
Essi possono appartenere alla superficie stessa della cupola, senza interruzione di continuità (pennacchio continuo), come nel Mausoleo di Galla Placidia a Ravenna, oppure appartenere alla superficie ideale di un'altra semisfera con centro più basso, come per esempio nella cupola centrale della basilica di San Marco a Venezia.
Questo secondo tipo, sorto cronologicamente dopo il primo, nell'ambito dell'architettura armena e bizantina) permette una sagoma più slanciata alla cupola e rende geometricamente indipendenti pennacchio e cupola, separati quasi sempre da una cornice. Tale soluzione rappresenta la premessa all'introduzione tra di essi di un tamburo che slancia ancora di più l'insieme.

### Pennacchio a tromba

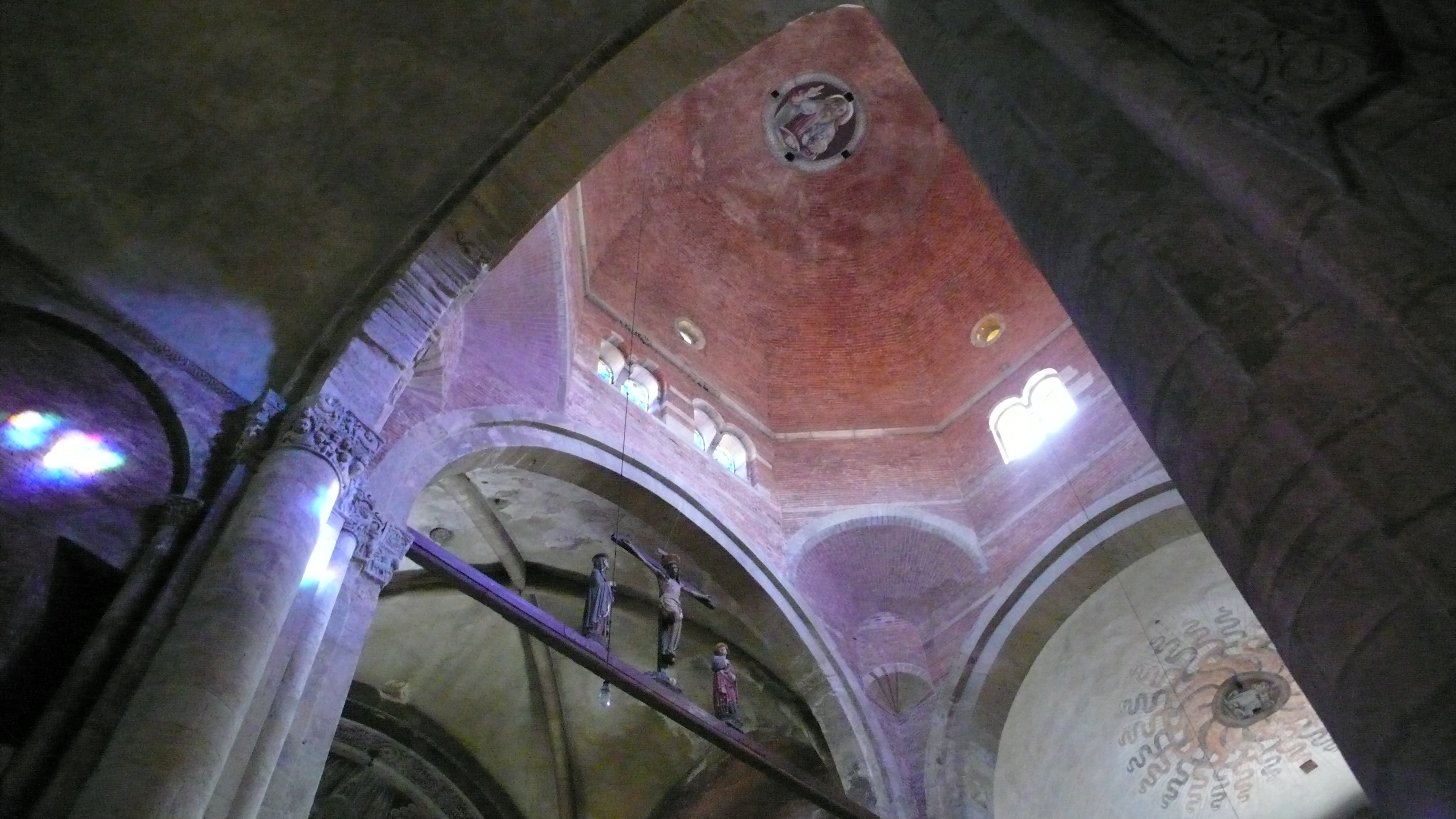
Pennacchio a tromba della cupola di San Michele a Pavia

Quando la struttura di raccordo invece di una sezione sferica presenta una sezione conica si parla di tromba. Si tratta, in pratica, di piccole nicchie che formano il pennacchio raccordando generalmente un perimetro quadrato con uno ottagonale. Risulta particolarmente usato nell'architettura romanica, in particolare in quella lombarda.

### Pennacchio a cuffia

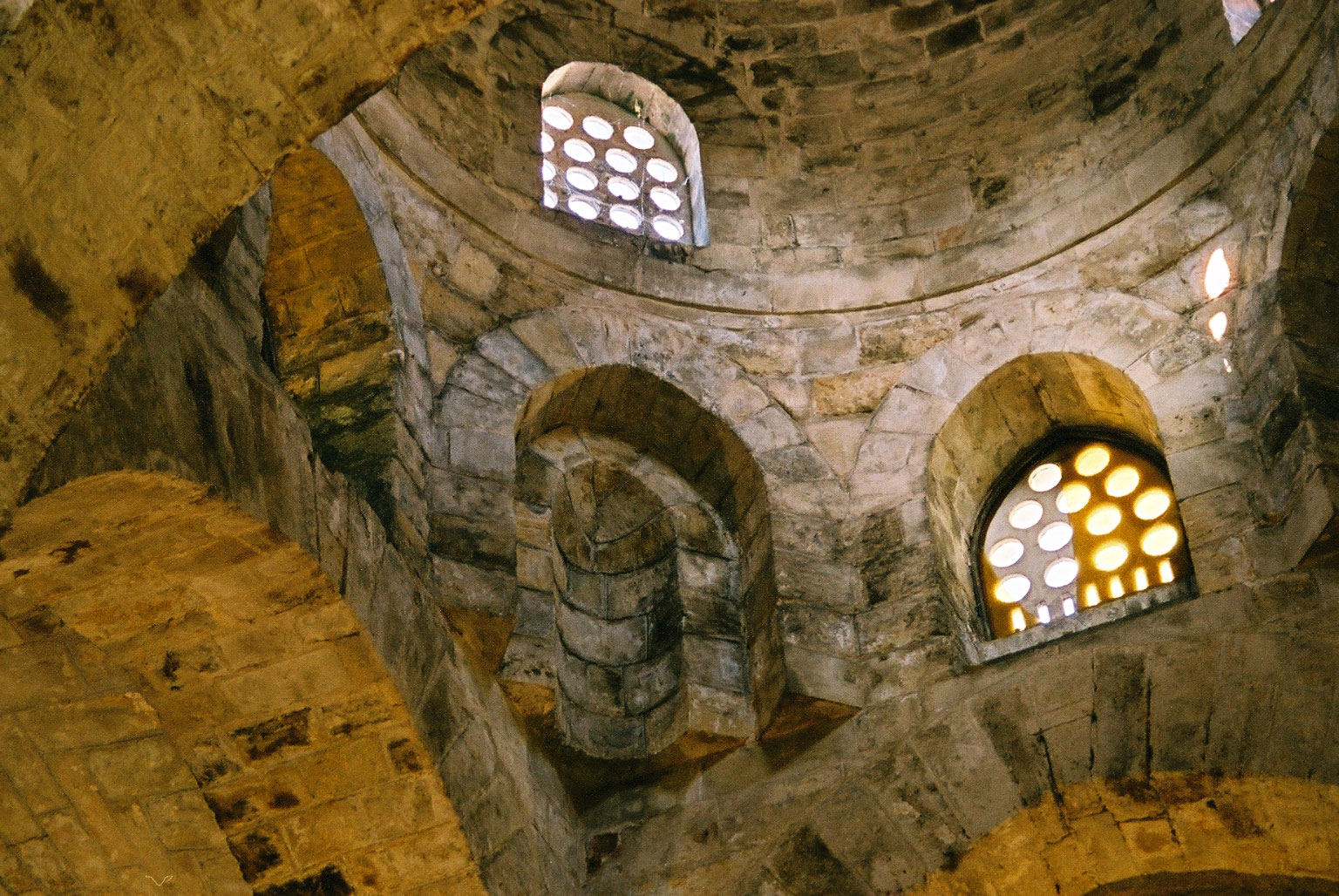
Pennacchio a cuffia nella chiesa di San Cataldo presso Palermo

Questa tipologia di raccordo è caratteristica delle architetture orientali, ma anche di quella bizantina e arabo-normanna. Lo spazio quadrato o poligonale viene coperto mediante raccordi costituiti da una serie di archi digradanti verso i vertici. Spesso in tali piccoli vani inarcati, che sorreggono la cupola soprastante, si ricavano decorazioni alveolari dette muqarnas, secondo lo stile arabo.

### Aspetti costruttivi
Un pennacchio vero e proprio dovrebbe essere costruito da conci con i giunti convergenti verso un ipotetico centro; altrimenti, in caso di conci in progressivo aggetto, si parla di falso pennacchio.

### Aspetti decorativi
Spesso la superficie dei pennacchi è interessata da decorazioni come tondi in bassorilievo (tipici del rinascimento fiorentino) e raffigurazioni varie tra le quali prevalgono le immagini divisibili in quattro elementi: gli evangelisti, il tetramorfo, i dottori della chiesa o altro. Michelangelo dipinse nei pennacchi della volta della Cappella Sistina la serie delle Storie dell'Antico Testamento.

### Altri significati
Per analogia della forma si dice impropriamente pennacchio anche quella porzione di superficie nelle volte a crociera delimitata dai due archi diagonali e dagli archi perimetrali.

## Galleria d'immagini

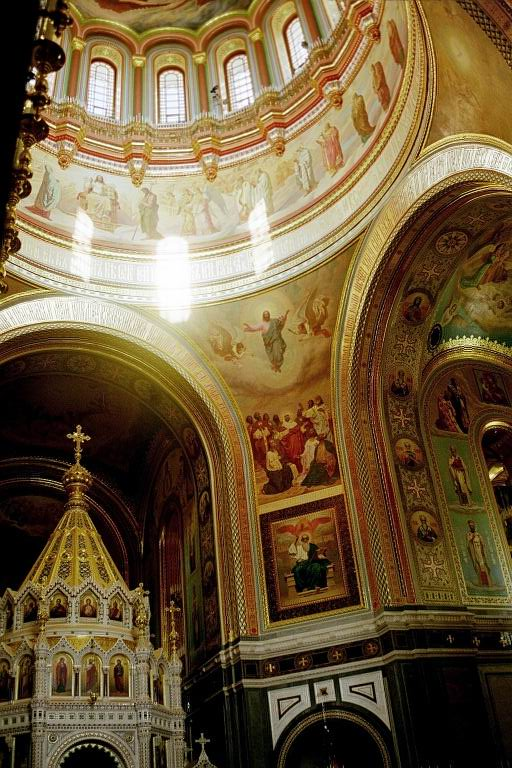
Archi (sinistra e destra), cupola (top) e pennacchio (centro) nella Cattedrale di Mosca
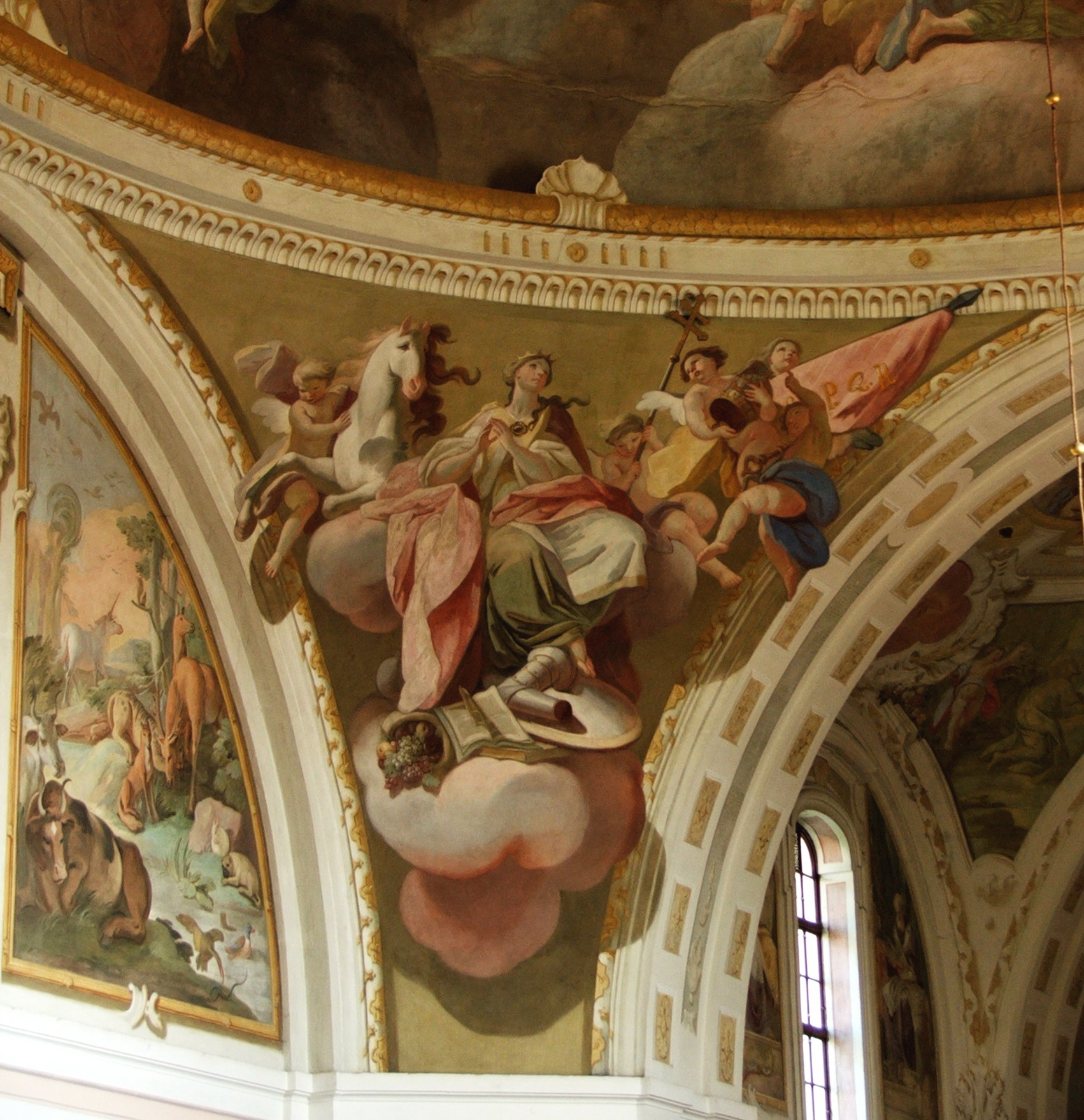
Chiesa della Santissima Trinità, Fulnek, Repubblica Ceca
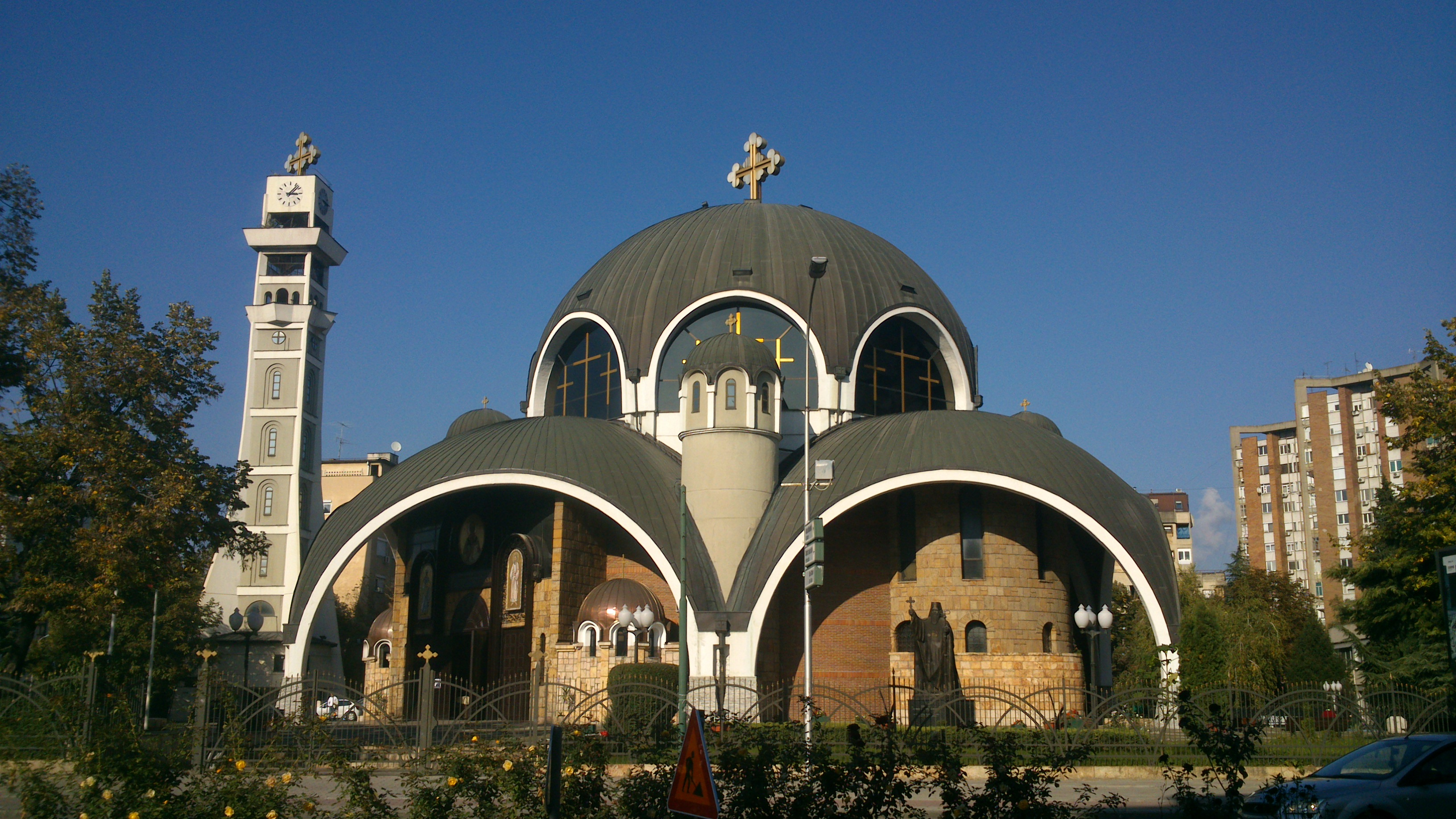
Chiesa di San Clemente di Ohrid a Skopje. Progettata da Slavko Brezovski e consacrata nel 1990, è a pianta rotonda ed è composta solo da cupole e archi.
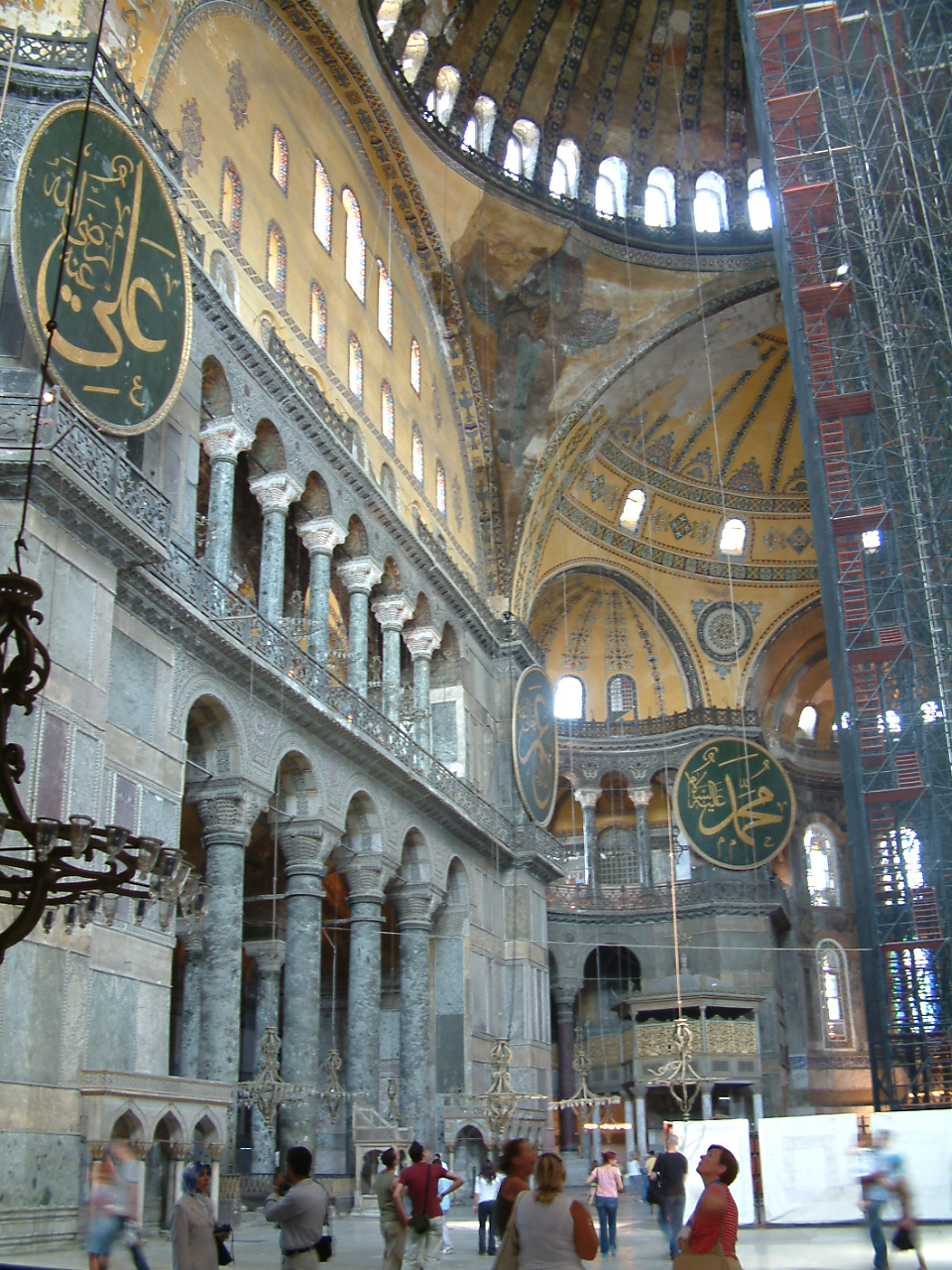
Un pennacchio della cupola principale di Hagia Sophia
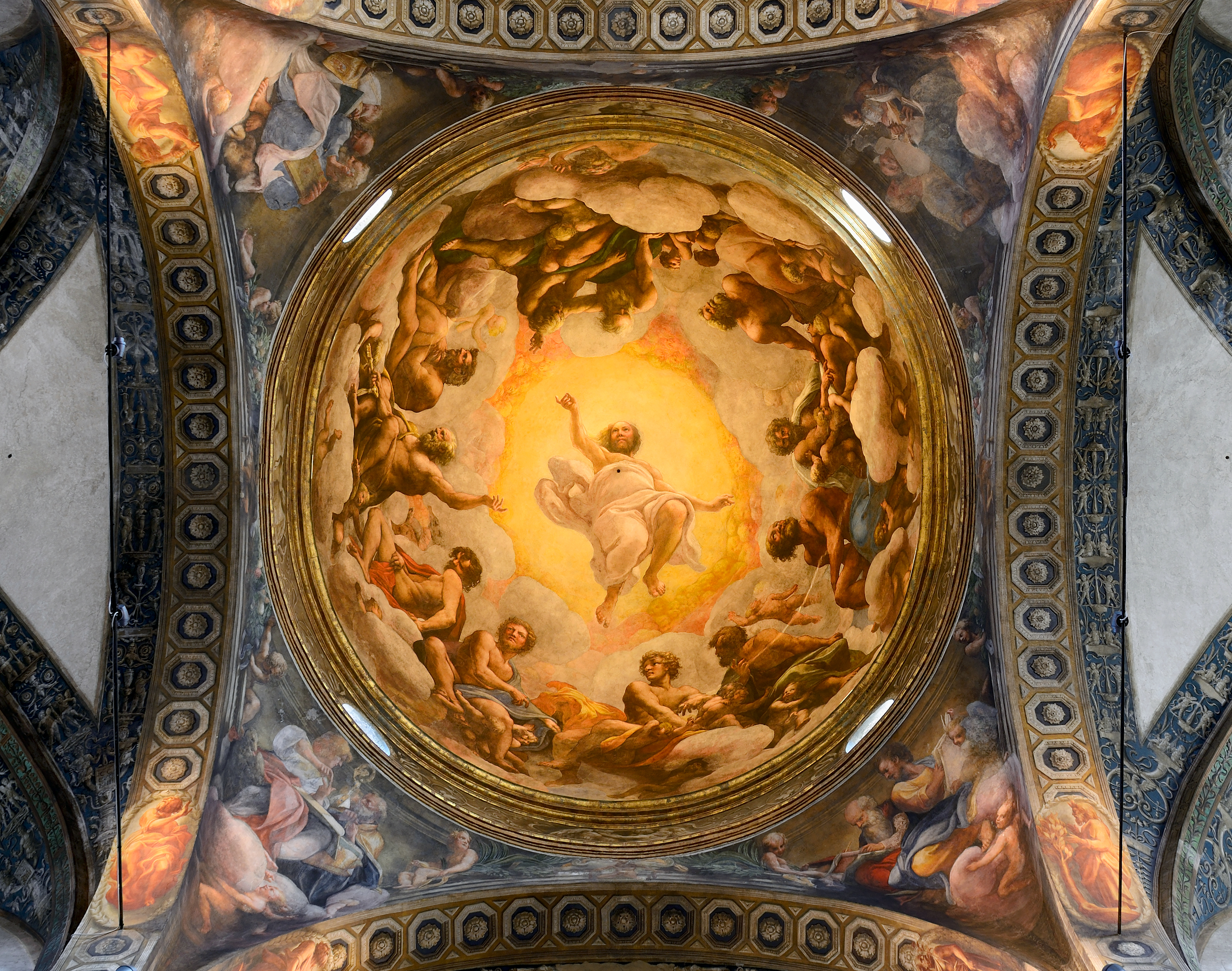
Visione di  San Giovanni a Patmos (1520–1522, Correggio, San Giovanni Evangelista, Parma), parte della quale è dipinta sui pennacchi
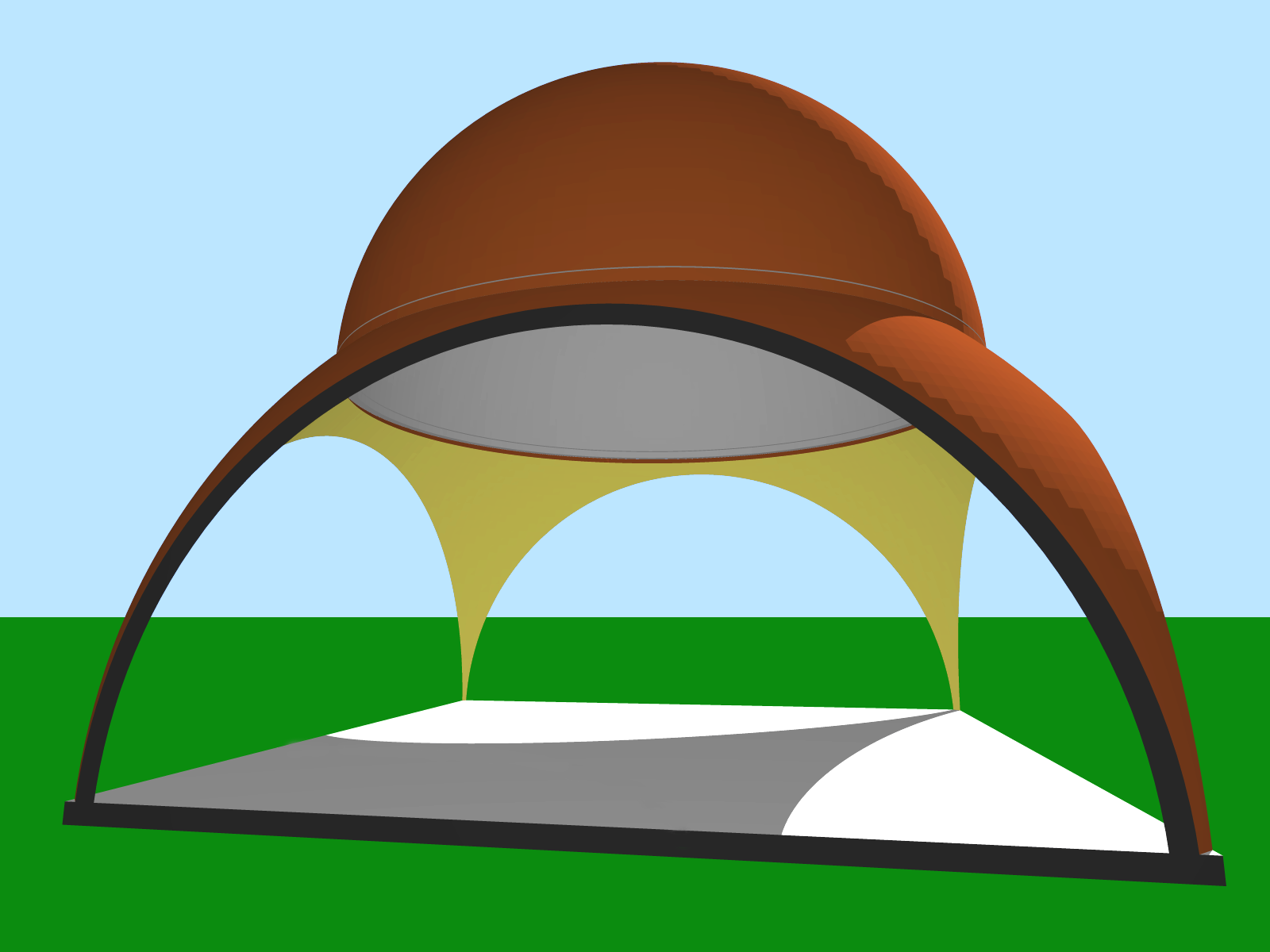
Schema di una cupola; i pennacchi sono gli elementi evidenziati in giallo
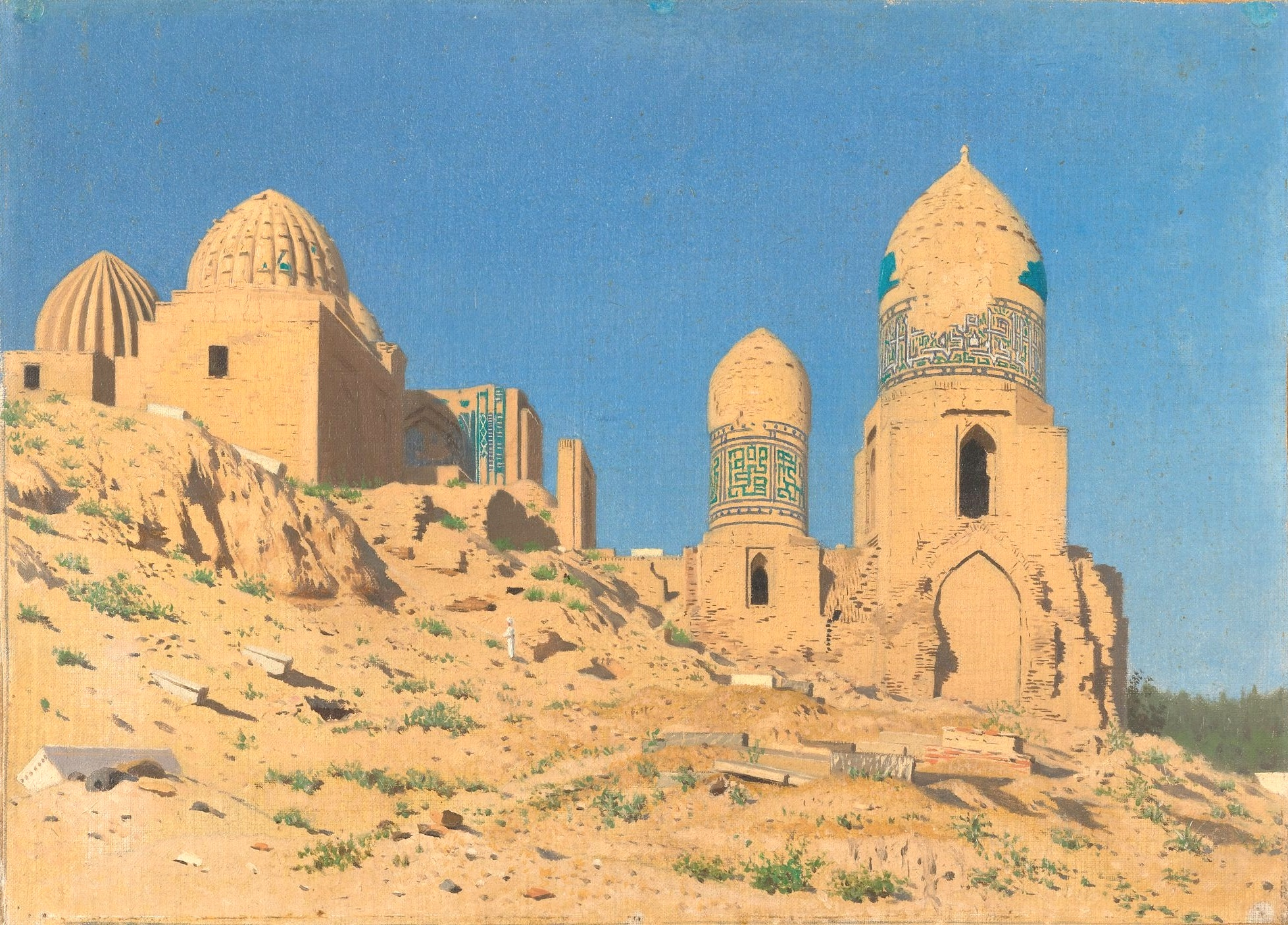
Cupole islamiche con tamburo che poggia su pennacchi triangolari bidimensionali (Samarcanda, Uzbekistan)